# Autotrix
Autotrix war eine britische Automarke, die zwischen 1911 und 1914 auf dem Markt war. Hersteller war Edmunds and Wadden aus Weybridge (Surrey).
Im Angebot standen dreirädrige Cyclecars. Es gab zwei Versionen dieses Autos, beide mit luftgekühlten V2-Motoren von J.A.P. Der kleinere Wagen besaß einen 4-bhp-(2,9 kW)-Motor und Riemenantrieb zur Hinterachse. Der größere konnte mit 9 bhp (6,6 kW) und Kettenantrieb aufwarten. Für diese größere Ausführung gab es alternativ auch noch einen wassergekühlten 6-bhp-(4,4 kW)-Motor von den Fafnir-Werken.